# Delphi (software)
Delphi is de software-ontwikkelomgeving voor de objectgeoriënteerde programmeertaal Pascal. Borland breidde na versie 5.5 van Turbo Pascal de taal uit met objecten (Turbo Pascal 6) en maakte een versie voor Windows, die echter niet aan de eigen verwachtingen voldeed. Het kocht Object Pascal van Apple, dat op een andere taal overstapte, en ontwikkelde dat verder voor het Windows-platform.
Met de ontwikkeling van een Windows-compiler met IDE, waarbij wijzigingen in formulieren met klikken en slepen meteen de programmacode wijzigden, werd de nieuwe naam Delphi geïntroduceerd. Hoewel aanvankelijk vooral bedoeld om databasetoepassingen te ontwikkelen bleek Delphi al snel veel gemakkelijker in het gebruik dan Turbo Pascal voor Windows.

## Kylix
In 2001 bracht Borland Kylix op de markt. Kylix is nagenoeg volledig compatibel met Delphi, maar draait onder het besturingssysteem Linux. Borland heeft er veel aan gedaan om beide zo te maken dat applicaties ontwikkeld voor Windows ook kunnen draaien onder Linux en vice versa.
Kylix wordt door Embarcadero niet meer ondersteund, zodoende werkt het niet meer met de nieuwste Linuxdistributies.

## Uitgaven
Een kort overzicht van de releases, met een beperkte karakterisering van de vernieuwingen.
- Delphi 1: 16 bitsontwikkelomgeving voor Windows 3.x.
- Delphi 2: Eerste 32 bitsomgeving. De vormgeving van componenten in de stijl van Windows 95/98.
- Delphi 3: Stabielere versie dan Delphi 2, introductie van packages voor componenten.
- Delphi 4: ADO-koppeling met databases naast BDE.
- Delphi 5: Veelgebruikte versie, stabieler dan Delphi 4. Nieuwe mogelijkheid om frames te gebruiken, parallel ontwikkelen, een verbeterde geïntegreerde debugger, XML-ondersteuning en ADO-databaseondersteuning.[2]
- Delphi 6: Vormgeving van een aantal componenten aangepast aan de stijl van Windows 2000.
- Delphi 7: Ondersteuning van XML en UML. Beperkte ondersteuning voor .NET. Ondersteuning voor Windows XP-thema's.[3]
- Delphi 8: Geheel nieuwe interface op basis van VisualStudio. Een .NET-compiler is opgenomen voor applicaties en er is een mogelijkheid om ASP.NET-applicaties te maken.
- Delphi 2005 (Borland Developer Studio 2005): Ondersteunt meerdere programmeertalen (Object Pascal, C/C++, C#), uitsluitend 32 bits Windows, dit alles in een ontwikkelomgeving. Vereist .NET Framework.
- Delphi 2006 (Borland Developer Studio 2006): Nieuwe memory-manager, FastMM en performanceverbeteringen in de IDE.
- Turbo Delphi: Delphi 2006, gratis voor particuliere ontwikkelaars (Delphi Explorer).
- Delphi 2007 (CodeGear RAD Studio 2007): Delphi met ondersteuning voor Windows Vista.
- Delphi 2009: Volledig unicode compatible.
- Delphi 2010: Delphi met ondersteuning voor Windows 7, een sourcecode formatter en andere verbeteringen.
- Delphi XE: Veel kleine wijzigingen ten opzichte van Delphi 2010.
- Delphi XE2[4]: Een release (september 2011) waarmee Delphi niet alleen een ontwikkelplatform is voor Windows maar ook voor Mac en iOS. In deze versie wordt voor het eerst FireMonkey gelanceerd. Dit is het eerste platform waarmee native CPU en GPU business applicaties gemaakt kunnen worden voor verschillende platformen met visueel ongekende mogelijkheden.[5]
- Delphi XE3: Ondersteuning voor Windows 8 en Mac OS X Lion, C++builder is nu ook 64 bits.
- Delphi XE4: De ARM compiler (voor iOS) is nu ingebouwd; FireMonkey heeft controls voor de bewegingssensor en GPS.
- Delphi XE5: Ondersteuning voor Android (Gingerbread, Ice Cream Sandwich en Jelly Bean) en iOS 7.
- Delphi XE6: Ondersteuning voor mobiles, Wi-Fi, Cloud, verbeterde sensoren (temperatuur, luchtdruk, snelheid, gyroscoop enz.), Google Glass.
- Delphi XE7: Multi-Device Designer (mobile, tablet en desktop; iOS, Android, Windows en Mac), verbeterde FireMonkey, en Bluetooth.
- Delphi XE8: Is uitgebracht op 1 juni 2015.
- Delphi 10 Seattle (Codename Aitana): uitgebracht 31 augustus 2015.
- Delphi 11 Alexandria: uitgebracht  11 september 2021.
- Delphi 12 Athens: uitgebracht 7 november 2023.

## C++Builder
Toen Delphi op de markt gebracht werd, was de logische vraag aan Borland: "wanneer komt er iets soortgelijks voor C/C++?" Het antwoord kwam in de vorm van C++Builder. Gebaseerd op de VCL van Delphi werd een taaluitbreiding in C++ gemaakt die het gebruik van Delphi-componenten in C/C++ mogelijk maakte. Een saillant detail is dat de GUI van C++ Builder in Delphi geschreven is, maar de Delphi-compiler in C++.
Vanaf versie XE3 biedt C++Builder volledige 64-bit-functionaliteit. FireMonkey is inmiddels ook een platform binnen C++Builder XE2 en wordt uitgebreid. Net als Delphi biedt C++Builder de mogelijkheid om te ontwikkelen voor Windows, iOS en Android.

## Alternatieven
Hoewel Embarcadero marktleider op het gebied van Pascal is, is er een aantal opensource-alternatieven die min of meer compatibel met Delphi Pascal zijn. Deze blijven de taal typisch "Object Pascal" noemen, omdat "Delphi" een geregistreerd handelsmerk is.
- Lazarus, een op Delphi gelijkend open source-project, dat bovendien multi-platform is. In feite de RAD IDE bovenop Free Pascal. Deze twee projecten zijn diep verweven.
- Free Pascal is een multiplatform-implementatie die op vele systemen draait, waaronder de meeste varianten van Unix, zoals BSD, Linux en Solaris. Free Pascal is compatibel met Delphi 2.0, en grotendeels geschreven in Pascal. Net als Delphi kan de Free Pascal-compiler dan ook zichzelf compileren.
- Virtual Pascal, een omgeving voor OS/2 en Windows, compatibel met Turbo Pascal 7 en +/- Delphi 2.

ABAP ·
ABC ·
ActionScript ·
Ada ·
Algol ·
APL ·
assembleertalen ·
AWK ·
B ·
BASIC ·
BCPL ·
C ·
C++ ·
C# ·
Clean ·
Clipper ·
COBOL ·
COMAL ·
Curry ·
D ·
Eiffel ·
Erlang ·
F# ·
Forth ·
Fortran ·
Go ·
Haskell ·
Icon ·
J# ·
Java ·
Julia ·
Kotlin ·
Lisp ·
Logo ·
Lua ·
m4 ·
ML ·
Modula-2 ·
Oberon ·
Object Pascal ·
Objective-C ·
Ocaml ·
Oz ·
Pascal ·
Perl ·
PHP ·
PL/I ·
PL/SQL ·
Prolog ·
Prova ·
Python ·
Rexx ·
RPG ·
Ruby ·
Rust ·
SAS ·
Scala ·
Scheme ·
Self ·
Simula ·
Smalltalk ·
Swift ·
TCL ·
TypeScript ·
Vala ·
Visual Basic ·
Zig